# Adelungia calligoni
Adelungia calligoni är en insektsart som beskrevs av Oshanin 1908. Adelungia calligoni ingår i släktet Adelungia och familjen dvärgstritar. Inga underarter finns listade i Catalogue of Life.